# Falowód
Falowód – kanał do prowadzenia w przestrzeni fal mechanicznych lub elektromagnetycznych wzdłuż określonej drogi. 

## Falowody fal elektromagnetycznych
Nośnikiem energii jest pole elektromagnetyczne rozchodzące się wzdłuż falowodu. Zjawiska rozchodzenia się i wzbudzania pola elektromagnetycznego w falowodzie mogą być opisane rozwiązaniem równań Maxwella przy zadanych warunkach brzegowych i źródłach pola. Falowód jest ograniczony powierzchnią, na której następuje skokowa zmiana jednego z parametrów charakteryzujących własności elektryczne (np. przenikalność elektryczna, przewodowość elektryczna). Rozróżnia się falowody zamknięte (rura metalowa o przekroju prostokątnym, okrągłym i innymi), w której fala przemieszcza się w przestrzeni wewnątrz falowodu, i otwarte (np. przewód metalowy, pręt lub rurka dielektryka), w których fala przemieszcza się na zewnątrz falowodu. Rozchodzenie się fal w falowodzie jest możliwe, gdy jego poprzeczne rozmiary są porównywalne z długością fali i większe. 
Zastosowanie:
- radiolokacja
- radionawigacja
- telewizja
- telefonia cyfrowa wcześniej telefonia nośna

Odrębne zastosowania mają odcinki falowodu, które wykorzystuje się jako rezonatory, filtry, dławiki itp.

### Falowody optyczne
Falowody stosowane do przesyłania fali elektromagnetycznej o częstotliwościach optycznych, powszechnie określane jako światłowody. Najpopularniejszym rodzajem falowodu optycznego jest światłowód włóknisty. 

### Falowody mikrofalowe
Falowody mogą prowadzić fale elektromagnetyczne o różnych częstotliwościach, szczególne znaczenie mają falowody prowadzące mikrofale. Falowody mikrofalowe mogą służyć do przesyłania informacji lub mocy fali elektromagnetycznej